# ماکی‌ماکی (افسانه)

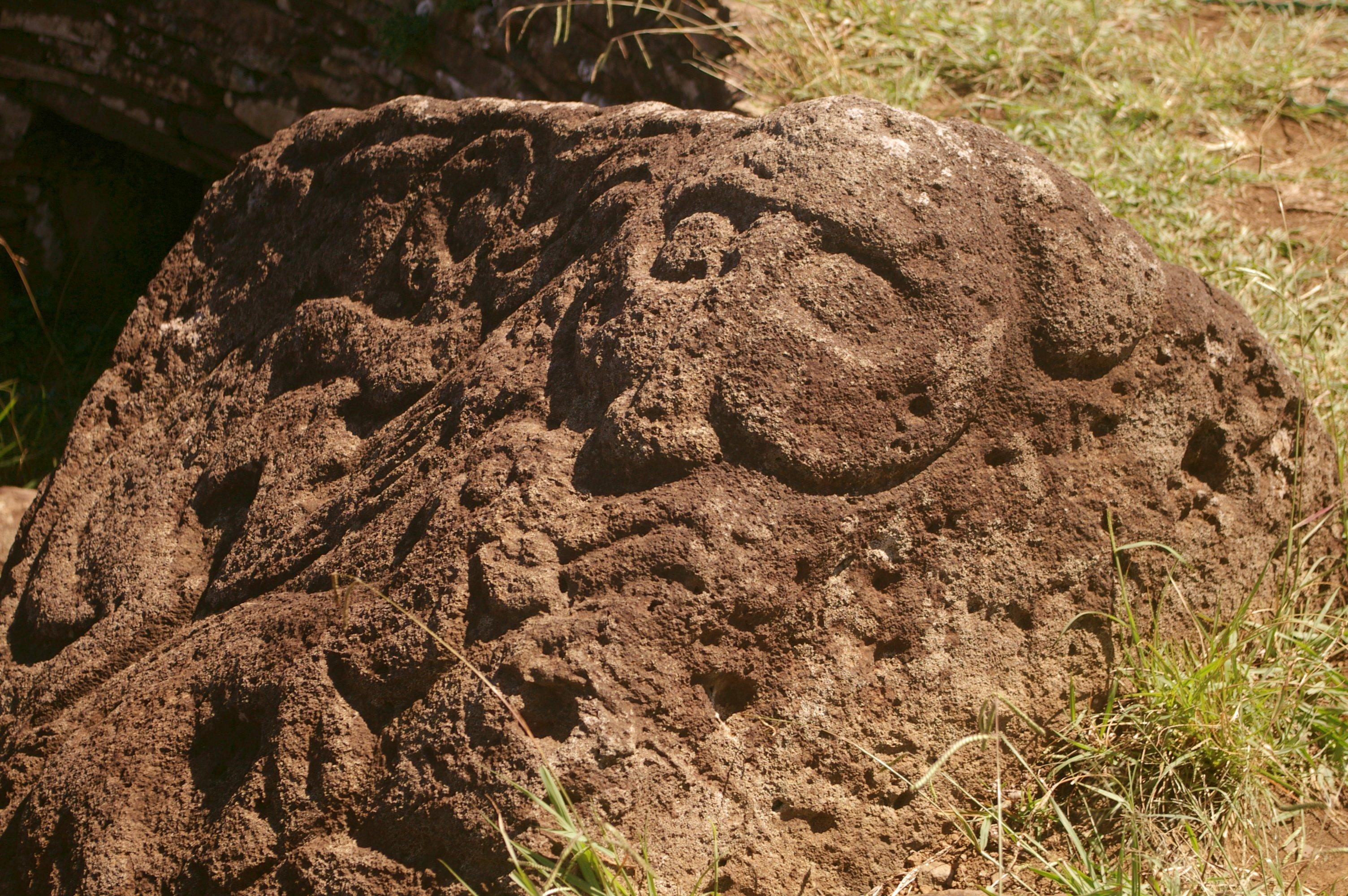
ماکی‌ماکی به همراه دو پیرو آیین پرنده‌باز، کنده‌کاری‌شده از تفالهٔ معدنی قرمز

ماکی‌ماکی (به انگلیسی: Makemake) ‎i‎/ˌmɑːkeɪˈmɑːkeɪ/‎ (با تلفظ ماکِی‌ماکِی) آفرینندهٔ انسان، خدای باروری و خدای تانگاتا مانو (پرنده‌باز) در اساطیر جزیرهٔ ایستر است. نام سیارهٔ کوتولهٔ ماکی‌ماکی از روی نام ماکی‌ماکی در اساطیر جزیرهٔ ایستر برگرفته شده‌است.